# لعبة عبر الشبكة

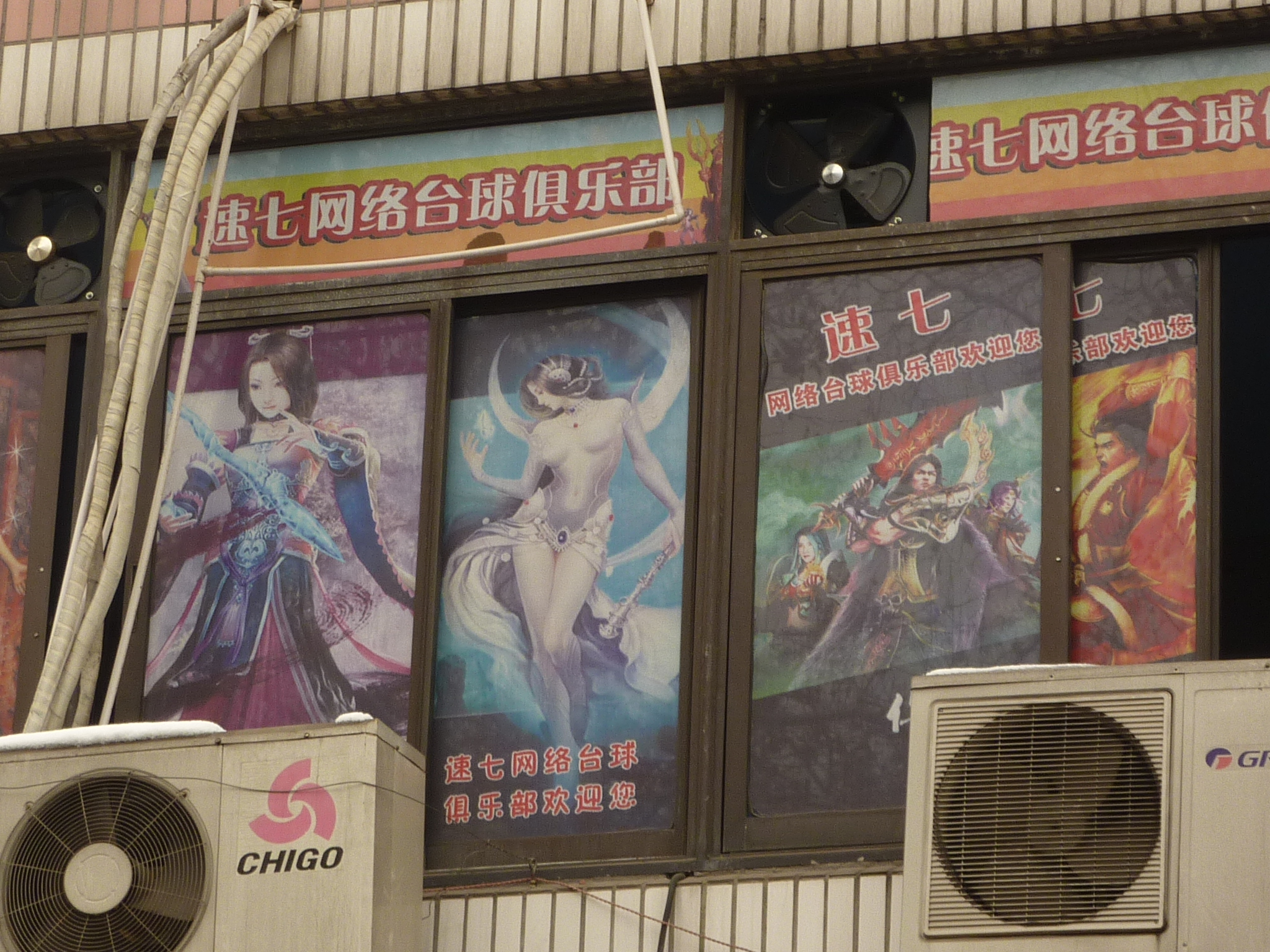

لعبة شبكة أو لعبة عبر الشبكة (بالإنجليزية: Online game)‏ هي الألعاب التي تستخدم شبكات الحاسوب والإنترنت. تتراوح الألعاب على الإنترنت من مجرد نصوص ووصلات على صفحات الويب إلى مستويات معقدة من الرسومات ثلاثية الأبعاد والعوالم الافتراضية التي يعيش فيها عدد كبير من اللاعبين في وقت واحد.
كثير من الألعاب على الإنترنت يرتبط بها مجتمعات على الإنترنت، مما يجعل من الألعاب على الإنترنت شكلا من أشكال النشاط الاجتماعي مع وجود العديد من الألعاب للاعب واحد فقط.
العاب الإنترنت هي تكنولوجيا حديثة ؛ تعتمد على آلية لربط اللاعبين معا بدلا من النمط المعتاد من اللعب." [1] الألعاب على الإنترنت هي تعتمد بشكل كامل على شبكات الحاسب الالي، وعادة ما تكون على شبكة الانترنت. ومن مزايا الألعاب على الإنترنت هو القدرة على ربط لالعاب بلاعبين متعددين، على الرغم من ألعاب اللاعب الواحد على الإنترنت شائعة جدا أيضا.

## النشأة
ارتفاع شعبية الفلاش والجافا أدى إلى ثورة في عالم الإنترنت حيث يمكن الاستفادة منهما في مجال الفيديو والصوت ومجموعة جديدة كاملة من التقنيات التفاعلية. ثم بدأ التحول من تقديم البيانات / المعلومات إلى اشباع الطلب المتزايد على وسائل الترفيه. هذه الثورة مهدت الطريق للتقدم بمواقع الألعاب على الشبكة. ألعاب على الإنترنت ذات عوالم افتراضية مثل warcraft، Final Fantasy XI ،سيلكروود أونلاين ،Lineage II بعضها لا يعتمد على الاشتراك الشهرى في خدماتها، في حين ان العاب مثل Guild Wars لا توفر بديلا للرسم شهري. العديد من المواقع الأخرى تعتمد على ايرادات من الاعلانات على الموقع، بينما آخرون، مثل RuneScape، تسمح للاعبين بان يلعبوا مع ترك حرية اختيار لهم بان يدفعوا.
بعد أزمة مواقع الإنترنت 2001 المعروفة بفقاعة الدوت كوم - dot-com bubble؛ اعتمدت كثير من المواقع على ايرادات الإعلان فقط. على الرغم من انخفاض ربحيه الإعلان على شبكة الإنترنت.

## العاب المتصفح
العاب المتصفح هي العاب مخزنة على خادم الإنترنت وتعتمد على المتصفح لتشغيلها. العاب لمستخدم وحيد أنتجت حيث يمكن لعبها على المتصفح بمساعدة استخدام تكنلوجيا HTML. مع تطور التكنلوجيا الجديدة المعتمدة على Flash أو Java أصبحت العاب المتصفح متطورة أكثر وإزدادت شعبيتها كثيرا مؤخرا، العاب المتصفح التي تعتمد على تكنلوجيا AJAX تمكن اللاعبين من التفاعل بينهم، هذه التكنلوجيا تمكن اللاعبين من التنافس بينهم من خلال جمع نقاط أكثر.
أمثلة لألعاب المتصفح: المدرب الأفضل

## ألعاب جماعية قديمة
في وقت سابق لإقامة الشبكات التقنية بوقت طويل برزت الألعاب ذات الأكثر من لاعب. ومنذ تم اختراع الحواسيب الشخصية ووصلت إلى عامة الناس في الثمانينات ظهرت الألعاب ذات الأكثر من لاعب بشكل نصوص، وكثيرا ما كانت تلعب عن طريق استخدام مودم. هذه الألعاب كثيرا ما كانت تقوم على إعدادات خيالية، باستخدام قواعد مماثلة للحقيقية. ثم ظهرت أساليب أخرى من الألعاب، مثل ألعاب الشطرنج، وغيرها من ألعاب المجلس، مع أن ربط الأجهزة كان مكلفا في ذلك الوقت، وظهرت بعض الألعاب التي تم تأسيسها لتلعب عن طريق البريد الإلكتروني.

## العاب منظور الشخص الأول
خلال التسعينات، بدأت العاب على الإنترنت بالانتشار عن طريق طائفة واسعة من بروتوكولات الشبكات المحلية (مثل IPX) وعلى شبكة الإنترنت باستخدام برنامج التعاون الفني / بروتوكول الملكية الفكرية (TCP/IP). شكلت لعبة دووم (بالإنجليزية: Doom) أحد أهم معالم هذا النوع، عندما يتواجه الاعبون على الشبكة وجها لوجه، كشكل جديد من اشكال اللعب على الإنترنت. بدأ بـ لعبة دووم واستمرت العاب عديدة من نوع منظور الشخص الأول اولا في الظهور تباعا، مع اختلاف كبير في طريقة وأسلوب اللعب.

## العاب الازمنة الاستراتيجية
ظهرت الألعاب الاسترايجية الزمنية بنظام اللعب المتعدد عن طريق استخدام أكثر من مودم أو شبكة محلية. كما بدأت شبكة الإنترنت في النمو خلال التسعينات، وقد تم وضع البرامج التي من شأنها ان تسمح لللاعبين على الشبكة المحلية باستخدام البروتوكولات التي تستخدمها هذه الألعاب على الإنترنت بحلول اواخر التسعينات، كان معظم RTS الألعاب تدعم شبكة الإنترنت، مما يتيح لاعبين من جميع أنحاء العالم ان يلعبوا مع بعضهم البعض. الخدمات التي أنشئت لتمكين اللاعب من المواجهة التلقائية ضد لاعب أو مجموعة لاعبين آخرين عن طريق الشبكة، وتم تشكيل خوادم يمكن ان يجتمع فيها الناس في اللعبة، وتم تشكيل المجتمعات المحلية النشطة من جانب لاعبي الألعاب مثل مايكروسوفت عصر الامبراطوريات (Microsoft Age of Empires) والنمل (Ants!).

## ألعاب الأدوار
ألعاب الأدوار أصبحت جزء لا يتجزأ من عالم العاب الإنترنت. هذه الألعاب تقدم للمتصفح إمكانية عمل «شخصية خيالية» مشابهة للعالم الحقيقي مع التحكم الكامل في كافة التفاصيل مثل: الطول، بنية الجسم، لون الجلد، لون العينين والشعر، الملابس, المجوهرات الخ...

## أفضليات ومساوئ
المساوئ
•	ألعاب الإنترنت تتطلب الارتباط الدائم للإنترنت لطول مدة زمن اللعب – من دون الارتباط المباشر للإنترنت لا يمكن تشغيل الألعاب وذلك لأن الألعاب مخزنة على خادمات الإنترنت وليس في الحاسوب الشخصي.
•	جودة اللعبة – الألعاب المتواجدة على الحاسوب الشخصي (خلافا لألعاب المتصفح) تحتوي على جودة صورة وصوت أكبر بكثير. في أغلب الأحيان ألعاب الإنترنت تحتوي على جودة بسيطة لكي لا تثقل على الاتصال أو على الخادم الذي يحتوي اللعبة.
الأفضليات
•	التنوع والتوفير المالي – العاب الإنترنت توفر شراء العاب الحاسوب وتقدم للمستخدم إمكانية الاختيار بين تشكيلة منوعة للالعاب.
•	عدة اختيارات – حين يلعب شخص لمفرده في لعبة حاسوب فتكون عنده خيارات اللعب محدودة، لكن في العاب الإنترنت التي تحوي لاعبين كثر، كل مشترك يمكن ان يفكر بطريقة مستقلة حيث يمكن لعب اللعبة مرات أكثر والتوصل إلى نتائج مختلفة.

## صناعة العاب الإنترنت
أصبحت العاب الإنترنت صناعة عالمية حيث أنها تكبر وتنتشر بشكل سريع كل سنة. وفي جميع أنحاء العالم تحتل العاب الإنترنت والعاب الفيديو المراكز المتقدمة والأولى في الموارد المالية.
الامر ليس بالشئ السهل بالرغم من وجود برامج مجانية و اخري مدفوعة الا ان تصميم وتطوير لعبة شبكة قد يحتاج إلى فريق كامل يرتقي إلى حجم شركات كبرى. وهذا ما يميز بين العاب تم إصدارها عن طريق شركات عالمية وبين لعبة قام عليها مجموعة من الهواة

## الحصول علي الألعاب
المواقع الرسمية - نسبة كبيرة جداً من الألعاب التي يتم لعبها علي شبكة الإنترنت مجانية. تطلق الشركات المطورة لهذة الألعاب مواقع ويب لتقديم الدعم للأعبين ومساعدتهم علي التسجيل في اللعبة. كما يستعرض موقع اللعبة طريقة اللعب ولقطات حصرية من داخل اللعبة، بعض هذة الألعاب التنافسية تقدم بث مباشر للمباريات والمسابقاتبل والكثير منها يقدم جوائز للاعبين الفائزين. بعض هذة الجوائز تكون باضافة موارد أو نقاط أو جواهر أو ذهب حسب العملة المتداولة داخل اللعبة

## المتاجر الرسمية
يمكنك الحصول علي العاب الشبكة المجانية وحتي المدفوعة عن طريق المتاجر الرسمية مثل ( غوغل بلاي لأجهزة Android ) و ( Microsoft Store لأجهزة ويندوز 8 و 10 ) و ( متجر أبل iTunes لأجهزة IOS )

## الشروحات والتعرف علي اللعبة
اغلب المتاجر الرسمية تقدم نبذة مختصرة عن اللعبة وقد لايكون ذا كافي للباحثين لذالك قد يساعدك بعض المواقع المتخصصة أو مقاطع الفيديو

## اقرأ أيضا
- لعبة متصفح